# Bespopovtsyj
Bespopovtsyj (ryska: беспоповцы) är en gammaltroende östlig ortodox kristen grupp baserad i Ryssland. Det är en prästlös grupp och är en av de två stora grenarna inom den gammaltroende ortodoxin.

## Bakgrund
Under 1650-talet gjorde Rysk-ortodoxa kyrkans dåvarande patriark, Nikon, reformer för att kunna föra den Rysk-ortodoxa kyrkan i linje med den Grekisk-ortodoxa kyrkan. Detta ledde till stora konflikter inom den ryska kyrkan, då många medlemmar vägrade att acceptera dessa ändringar och därmed bröt sig loss.

## Gruppen och dess trosuppfattningar
Bespopovtsyj förkastar de präster som har accepterat Nikons reformer, eftersom de anser att den sanna kyrkan endast kunde existera utan dessa präster.
Bespopovtsianerna anser även att den apostoliska successionen inte längre gäller på grund av accepterandet av reformerna, vilket har resulterat i att kyrkan och dess sakrament har blivit ogiltiga.

## Undergrupper
Inom Bespopovtsyj finns även undergrupper, vilket exempelvis är den Pomoriska gammal-ortodoxa kyrkan, Fedoseevtsyj och filippierna. Dessa gruper har olika uppfattningar om olika saker, men det som förenar grupperna är förkastandet av Nikons ändringar och prästerna som stödde ändringarna.